# Milwaukee Bucks 1979-1980
La stagione 1979-80 dei Milwaukee Bucks fu la 12ª nella NBA per la franchigia.
I Milwaukee Bucks vinsero la Midwest Division della Western Conference con un record di 49-33. Nei play-off persero la semifinale di conference con i Seattle SuperSonics (4-3).

## Roster
| N° | Naz.                   | Ruolo | Sportivo           | Anno | Alt. | Peso |
| -- | ---------------------- | ----- | ------------------ | ---- | ---- | ---- |
| 2  | Stati Uniti (bandiera) | GA    | Junior Bridgeman   | 1953 | 196  | 95   |
| 4  | Stati Uniti (bandiera) | G     | Sidney Moncrief    | 1957 | 191  | 82   |
| 6  | Stati Uniti (bandiera) | AC    | Pat Cummings       | 1956 | 206  | 104  |
| 7  | Stati Uniti (bandiera) | AC    | Dave Meyers        | 1953 | 203  | 98   |
| 8  | Stati Uniti (bandiera) | GA    | Marques Johnson    | 1956 | 201  | 99   |
| 11 | Stati Uniti (bandiera) | G     | Lloyd Walton       | 1953 | 183  | 73   |
| 16 | Stati Uniti (bandiera) | C     | Bob Lanier         | 1948 | 211  | 113  |
| 21 | Stati Uniti (bandiera) | G     | Quinn Buckner      | 1954 | 191  | 86   |
| 31 | Stati Uniti (bandiera) | AC    | Richard Washington | 1955 | 211  | 100  |
| 32 | Stati Uniti (bandiera) | GA    | Brian Winters      | 1952 | 193  | 84   |
| 42 | Stati Uniti (bandiera) | AC    | Harvey Catchings   | 1951 | 206  | 99   |
| 54 | Stati Uniti (bandiera) | C     | Kent Benson        | 1954 | 208  | 107  |

## Staff tecnico
- Allenatore: Don Nelson
- Vice-allenatori: John Killilea, Dave Wohl